# 14 липня
14 липня — 195-й день року (196-й у високосні роки) в григоріанському календарі. До кінця року залишається 170 днів.

## Свята і пам'ятні дні

### Міжнародні
- Міжнародний день небінарних людей

### Національні
- Індія: День Будди Шак'ямуні
- Україна: день рибалки (2024)
- Ірак: День революції
- Італія: Фестиваль Сан-Фермин (з 7 по 14 липня)
- Франція: День взяття Бастилії
- Швеція: День народження кронпринцеси Вікторії
- Гондурас: Національний день.

### Релігійні

#### Християнство
Католицизм
- День Святого Камілло де Лелліса.

Православ'я
- Апостола від 70-х Акили.
- Мученика Юста.
- Преподобного Єлія, монаха.
- Преподобного  Онисима, чудотворця.
- Преподобного  Стефана Махрищського.
- Святого благовірного князя Оскольда, першомученика Київського, у святому хрещенні Миколая[2].

### Іменини
✙ Православні: Степан
✝  Католицькі: Бронавентура, Камілія, Маркел

## Події
- 1021 — Митрополит Київський Іоанн І урочисто відкрив і прославив мощі святих руських князів Бориса та Гліба і встановив день вшанування їх пам'яті.
- 1099 — учасники Першого хрестового походу взяли штурмом Єрусалим і вирізали майже всіх мусульман і євреїв(близько 40 тисяч осіб), спалили мечеті та синагоги.
- 1471 — Перемога московських військ в битві на річці Шелоні визначила ліквідацію політичної самостійності Новгорода.
- 1726 — царським указом в Україні ліквідовано сердюцькі полки.
- 1789 — повсталі парижани взяли штурмом королівську укріплену в'язницю Бастилію. Національне свято Франції.
- 1894 — У Львові відбувся перший в українській історії футбольний матч (між командами Львова і Кракова). На 6-й хвилині Володимир Хомицький забив перший гол.
- 1933 — Вийшов перший мультфільм Макса Флейшера про моряка Попая.
- 1945 — Новий уряд Королівства Італія декларує стан війни з Японською імперією.
- 1969 — Розпочалася футбольна війна між Сальвадором і Гондурасом.
- 2000 — Георгій Ґонґадзе офіційно звернувся до Генерального прокурора України Михайла Потебенька з листом, у якому виклав факти щодо стеження за ним працівників міліції та невідомих осіб.
- 2017 - розпочався 17-й Чемпіонат світу з водних видів спорту в Будапешті (Угорщина).
- 2023 - розпочався 20-й Чемпіонат світу з водних видів спорту в Фукуоці (Японія)

## Народились

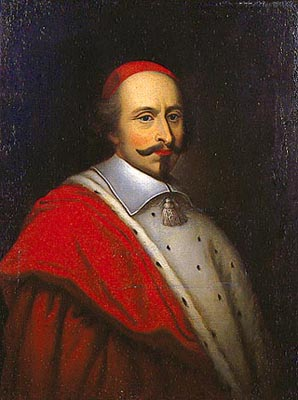
Джуліо Мазаріні, (1602—1661)

Дивись також Категорія:Народились 14 липня
- 1454 — Анджело Поліціано, італійський поет і вчений-гуманіст.
- 1602 — Джуліо Мазаріні, французький кардинал, перший міністр Франції (1643—1661).
- 1793 — Джордж Грін, британський математик-самоучка і фізик.
- 1800 — Жан-Батист Дюма, французький хімік.
- 1862 — Густав Клімт, австрійський художник і графік, символіст, один із найвидатніших представників сецесії, провідник віденського модернізму.
- 1889 — Анте Павелич, хорватський політик, провідник усташівського руху, очільник Незалежної держави Хорватії (1941—1945).
- 1890 — Осип Цадкін, видатний французький скульптор-авангардист єврейсько-шотландського походження, народжений в білоруському Смоленську.
- 1897 — Мирослав Ірчан, український поет, прозаїк, публіцист, драматург, перекладач, літературознавець, журналіст, історик, видавець.
- 1903 — Ірвінг Стоун, американський письменник.
- 1904 — Ісаак Зінґер, єврейський письменник.
- 1911 — Павло Прудніков, білоруський поет і письменник.
- 1913 — Джеральд Форд, 38-й президент США (1974—76).
- 1918 — Інгмар Бергман, шведський театральний і кінорежисер.
- 1919 — Ліно Вентура, італійський кіноактор.
- 1928 — Нодар Думбадзе, грузинський письменник.
- 1939 — Карел Готт, чеський естрадний співак.
- 1943 — Іван Пуховий, український науковець, педагог, винахідник.
- 1947 — В'ячеслав Брюховецький, український літературознавець, педагог і громадський діяч, почесний президент Національного університету «Києво-Могилянська академія».
- 1952 — Джефф Ліндсі, американський письменник, автор серії романів про серійного вбивцю Декстера Моргана.
- 1958 — Юрій Кононенко, український громадський діяч, заступник голови Об'єднання українців Росії та ФНКА українців Росії.
- 1976 — Ірина Янович, українська велосипедистка, призер Олімпійських ігор.
- 1979 — Робін Шолкови, німецький фігурист, що виступає у парному спортивному фігурному катанні.
- 1983 — Віталій Шумбарець, український стрибун на лижах з трампліна.
- 1987 — Дмитро Лінько, народний депутат України, командир батальйону «Свята Марія».
- 1993 — Валерій Маркус, український письменник, блогер, мандрівник, ветеран російсько-української війни.

## Померли
Дивись також Категорія:Померли 14 липня
- 1223 — Філіп II Август, король Франції.
- 1722 — Іван Скоропадський, гетьман Лівобережної України.
- 1808 — Артем Ведель, український композитор, диригент, співак, скрипаль.
- 1827 — Огюстен Жан Френель, французький фізик.
- 1882 — Павло Заблоцький-Десятовський, український лікар, ботанік, етнограф, автор 40 праць із хірургії та стоматології, анастезіолог-новатор. Брат Андрія Заблоцького-Десятовського та Михайла Заблоцького-Десятовського.
- 1939 — Альфонс Муха, чеський художник, один з найвідоміших представників стилю «Арт Нуво».
- 1968 — Костянтин Паустовський, російський письменник.
- 1954 — Хасінто Бенавенте, іспанський драматург «покоління 98 року», лауреат Нобелівської премії з літератури 1922 року.
- 1972 — Олаві Вірта, фінський співак, композитор і кіноактор.
- 1979 — Сантос Урдінаран, уругвайський футболіст, нападник.
- 1991 — Павло Морозенко, український і радянський актор театру і кіно, Заслужений артист УРСР.
- 1995 — Олесь Гончар, український письменник.
- 1995 — Володимир (Романюк), Патріарх Української Православної Церкви (Київський Патріархат).
- 2017 — Анн Голон, французька письменниця.